# Находкинский перевал
Находкинский перевал (Американский перевал) — горный перевал через хребет, проходящий между долинами рек Сучан и Литовка в юго-западном направлении полуострова Трудный в Приморском крае. Высота над уровнем моря около 220 м. До 1970-х годов назывался Американским перевалом — по находившемуся вблизи заливу Америка.
Через перевал проходит 3-километровый участок дороги краевого значения А188 Угловое — Находка. Серпантинная дорога с крутыми поворотами петляет между склонами сопок с одной стороны, и пропастью с другой. На участке трассы нередко случаются дорожно-транспортные происшествия. Во время сильных снегопадов движение транспорта приостанавливается до полной расчистки дороги, отменяются рейсы междугородных автобусов, отрезанными от остального города оказывается удалённый микрорайон Ливадия.
На вершине перевала расположена стела «Находка», архитектурно оформляющая въезд в город. Установлена в 1970 году к 20-летию Находки. Выполнена ленинградскими скульпторами из монолитного бетона, на барельефе изображены строитель, моряк и рыбак. На обзорной площадке ранее размещалась шхуна «Надежда», снесённая в 2000 году. Имеется пункт пропуска[куда?].